# Epyaxa sodaliata
Espèce
Synonymes
- Cidaria decreta Walker, 1866[1]
- Cidaria sodaliata Walker, 1862[1]
- Coremia cristata Walker, 1866[1]
- Coremia divisata Walker, 1866[1]
- Eucymatoge peplodes Turner, 1904[1]
- Panagra multifilaria Walker, 1863[1]
- Xanthorhoe urbana Meyrick, 1891[1]

Epyaxa sodaliata est une espèce de lépidoptères (papillons) de la famille des Geometridae et qui se rencontre en Australie y compris en Tasmanie.